# Godronia
Годронія (Godronia) — рід грибів родини Godroniaceae. Назва вперше опублікована 1846 року.
В Україні в Правобережному Лісостепу зустрічаються годронія сажиста (Godronia fuliginosa) та на Прикарпатті годронія смородинова (Godronia ribis), що ростуть на сухих гілках чорної смородини.